# American Chemical Society
American Chemical Society (ACS) ("Sociedade Americana de Química", em português) é uma organização norte-americana de químicos que apoia a investigação científica na área da química. Fundada em 1876 na Universidade de Nova Iorque, a ACS tem atualmente mais de 163.000 membros em todos os níveis de graduação e em todos os campos da química, engenharia química e áreas afins. É a maior sociedade científica do mundo e uma das principais fontes de informação científica autorizada.
A American Chemical Society teve suas origens em 35 farmácias que se reuniram no dia 6 de abril de 1876, no edifício na Universidade de Nova Iorque (intitulado "University of the City of New York" na época; seu nome foi mudado oficialmente em 1896).